# بیل هینزمن
بیل هینزمن (انگلیسی: Bill Hinzman؛ ۲۴ اکتبر ۱۹۳۶ – ۵ فوریهٔ ۲۰۱۲) هنرپیشه و کارگردان فیلم اهل ایالات متحده آمریکا بود.
از فیلم‌ها یا برنامه‌های تلویزیونی که وی در آن نقش داشته‌است می‌توان به شب مردگان زنده اشاره کرد.